# Paul de Castro
Paul de Castro, né le 5 juillet 1882 à Livourne, naturalisé français,  et mort le 10 janvier 1940 à Cabrières-d'Avignon (Vaucluse),, est un peintre français.

## Biographie
Paul de Castro a étudié la peinture à l'École nationale supérieure des beaux-arts de Paris dans les ateliers de Fernand Cormon et d'Eugène Thirion. Il expose au Salon des indépendants, au Salon de la Société nationale des beaux-arts ainsi qu'au Salon d’automne. Principalement spécialisé dans le paysage, il peint les parcs et les rues de Paris et des vues de province.
Castro a été nommé chevalier de l'ordre de la Légion d'honneur.

## Œuvres dans les collections publiques
En Belgique
- Anvers, musée royal des beaux-arts.

En France
- Avignon, musée Calvet.
- La Rochelle, musée des beaux-arts.
- Paris :
  - Petit Palais.
  - musée d’Orsay.

## Expositions
- 1907 : exposition avec Gaston Prunier, galerie Eugene Blot, Paris.
- 1909 : exposition avec André Roberty, galerie Henry Graves, Paris.
- 1912 : exposition des peintres de Versailles, galerie Charles Hesséle, Paris.
- 1912 : exposition avec Theodor Pallady, galerie Richelieu, Paris.
- 1931 : galerie Bernheim-Jeune.
- 1932 : Les peintres des provinces français, avec Kees van Dongen, Lucien Simon et Auguste Chabaud, galerie Charpentier, Paris.

## Galerie

Œuvres attribuées à Paul de Castro
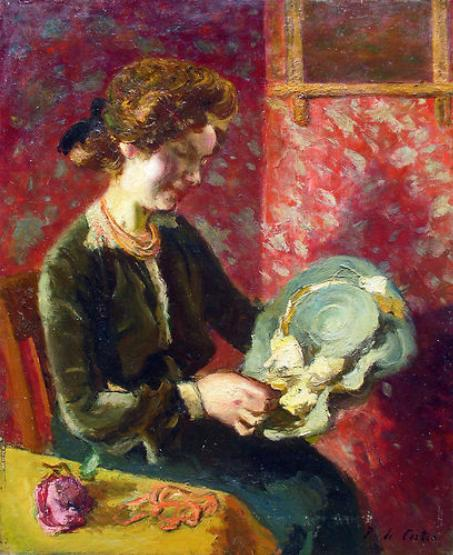
Femme avec chapeau (vers 1907), huile sur toile, localisation inconnue.
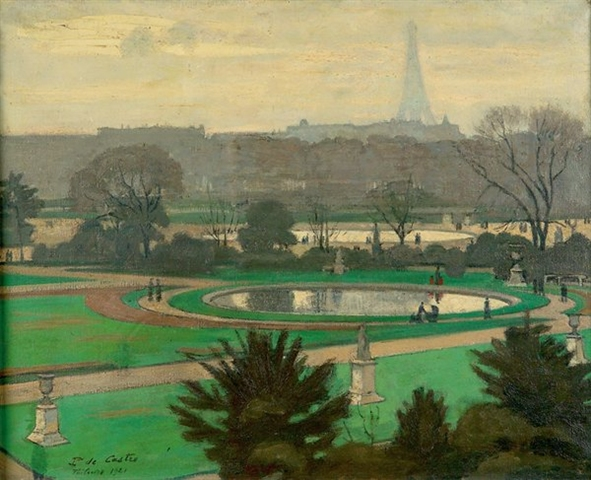
Le Jardin des Tuileries en automne (1921), huile sur toile, localisation inconnue.
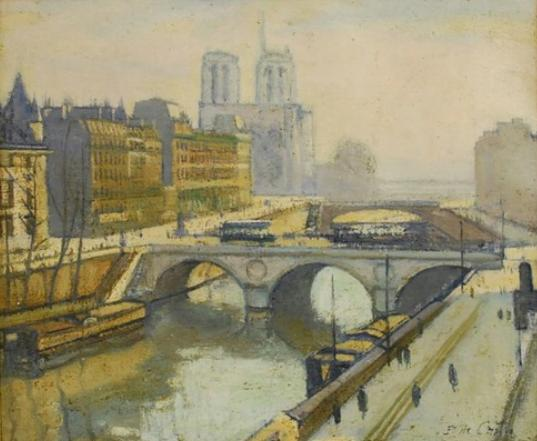
Vue de Paris (vers 1920), huile sur toile, localisation inconnue.
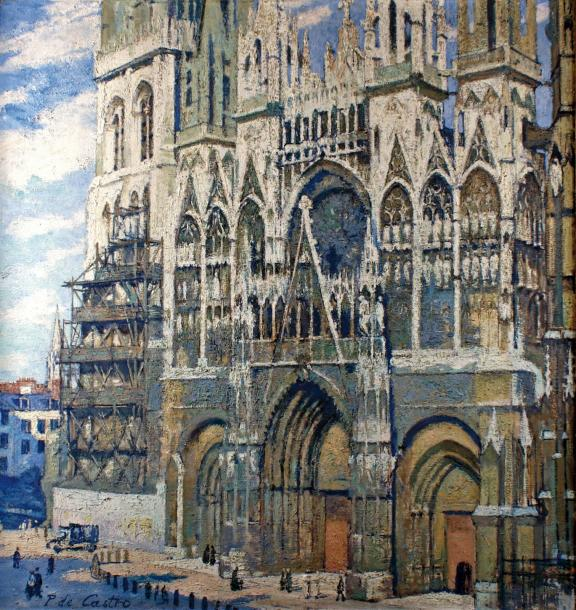
La Cathédrale de Rouen (vers 1921), huile sur toile, localisation inconnue.